# 任氏 (曹丕)
任夫人（?—?），為魏文帝曹丕未登基时的妻妾。
因任氏的性情急躁不婉顺，多次和曹丕闹矛盾，被曹丕送回娘家，结束婚姻关系。曹丕所宠爱的甄氏曾为任氏求情，说：“任氏是乡党名族，品德、容色，我都不如她。我受到的敬遇之恩，为众人所知，大家一定会说任氏被遣，是我的缘故。上惧有见私之讥，下受专宠之罪，原重留意！”但是曹丕仍與任氏离异。